# Самарская государственная филармония
Самарская государственная филармония — государственное учреждение культуры городского округа Самара, основанное 6 апреля 1940 года.
Филармония ведёт концертную, музыкально-лекционную деятельность.

## Исполнители
- Академический симфонический оркестр (художественный руководитель и главный дирижёр — народный артист России Михаил Щербаков; дирижёр — заслуженный артист России Георгий Клементьев)
- Камерный оркестр
- Отдел литературно-музыкальных программ (ОЛиМП, режиссёр — заслуженный артист России Сергей Куранов)
- Ансамбль русских народных инструментов (художественный руководитель — заслуженный артист России Рамиль Батыршин)
- «Поли-Арс»
- Органистка — заслуженная артистка России Людмила Камелина

## Местоположение и история
Концертный зал филармонии расположен по адресу улица Фрунзе, дом 141.

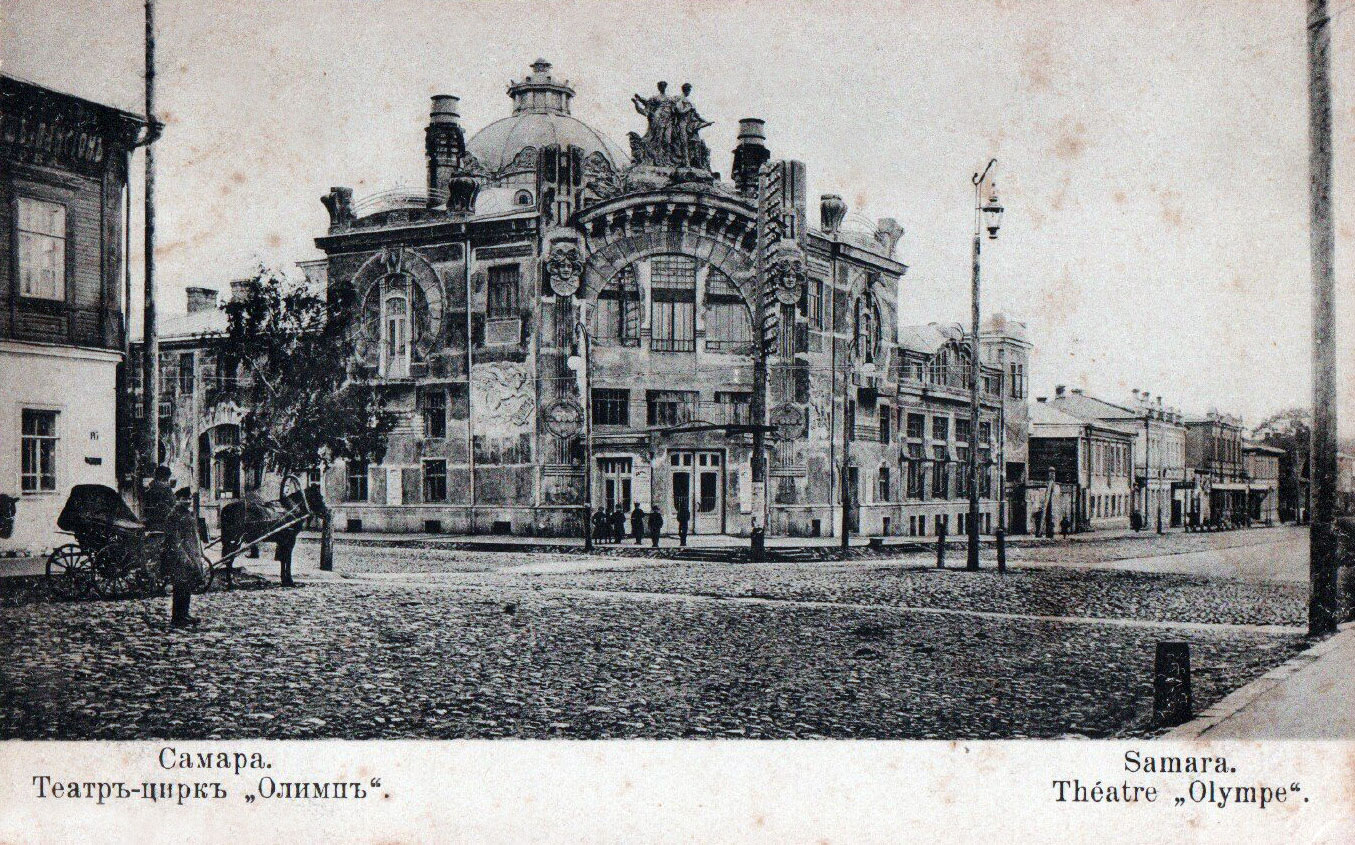
«Олимп» в начале XX века.
Обратите внимание, что здание находилось намного ближе к перекрёстку.

Современное здание построено на месте бывшего цирка-театра «Олимп». «Олимп» был построен в 1907 году по проекту самарского архитектора Платона Васильевича Шаманского: здание в стиле модерн насчитывало 1100 зрительских мест. В «Олимпе» был свой постоянный концертный оркестр, работал буфет. В «Олимпе» выступали Фёдор Шаляпин, Владимир Маяковский, Александр Блок, Леонид Собинов, Иван Козловский. В 1917 году со сцены цирка-театра «Олимп» Валериан Куйбышев объявил о победе советской власти в Самаре. В 1940 году в этом здании разместилась Куйбышевская филармония: согласно приказу № 71 областного отдела по делам искусств 8 мая 1940 года сотрудники филармонии начали свой первый рабочий день.
В 1974 году здание цирка было решено реконструировать, но в результате старое здание было снесено, а новое построено чуть дальше от перекрёстка. Проект архитектора Юрия Васильевича Храмова учитывал традиции самарского модерна и новое здание филармонии оказалось внешне похоже на старое здание «Олимпа». В 1988 году новое здание самарской филармонии открылось для зрителей.
В 2001 году в самарской филармонии установлен орга́н фирмы «Рудольф фон Беккерат» (нем. Rudolf von Beckerath).
Здание самарской филармонии использовалось как место съёмок сериала «Жизнь и судьба»